# Chlorissa rosearia
Chlorissa rosearia är en fjärilsart som beskrevs av Culot 1910. Chlorissa rosearia ingår i släktet Chlorissa och familjen mätare. Inga underarter finns listade i Catalogue of Life.